# Długi Targ

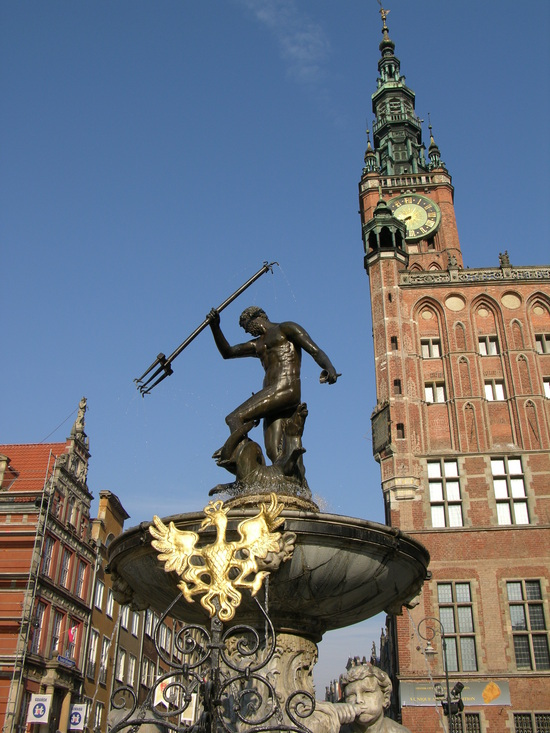
Fontanna Neptuna

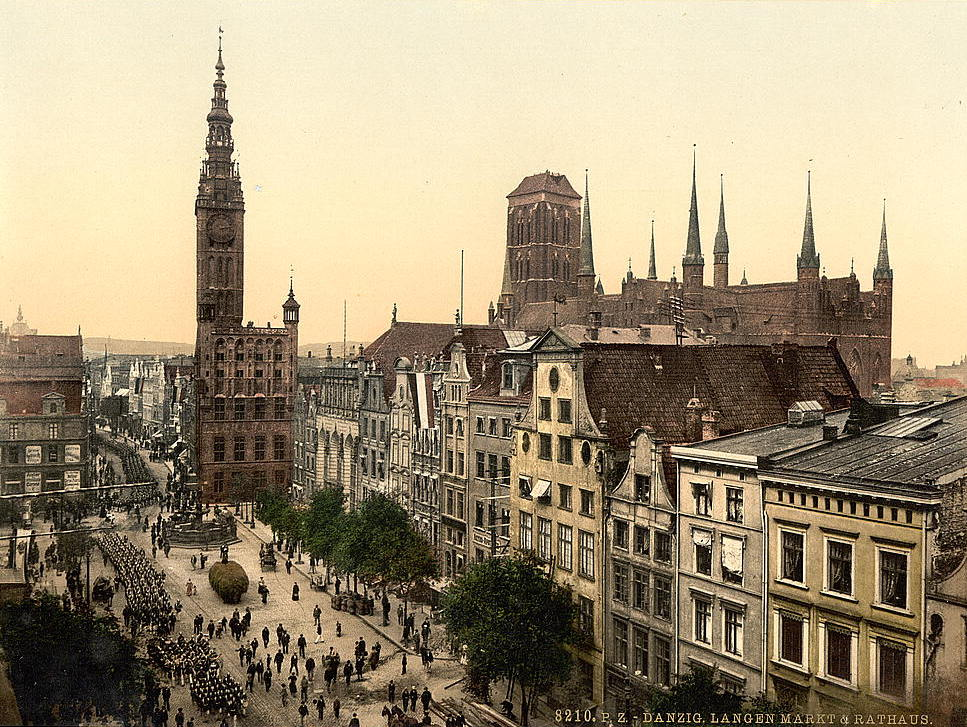
Długi Targ u schyłku XIX wieku. Po prawej kościół NMP

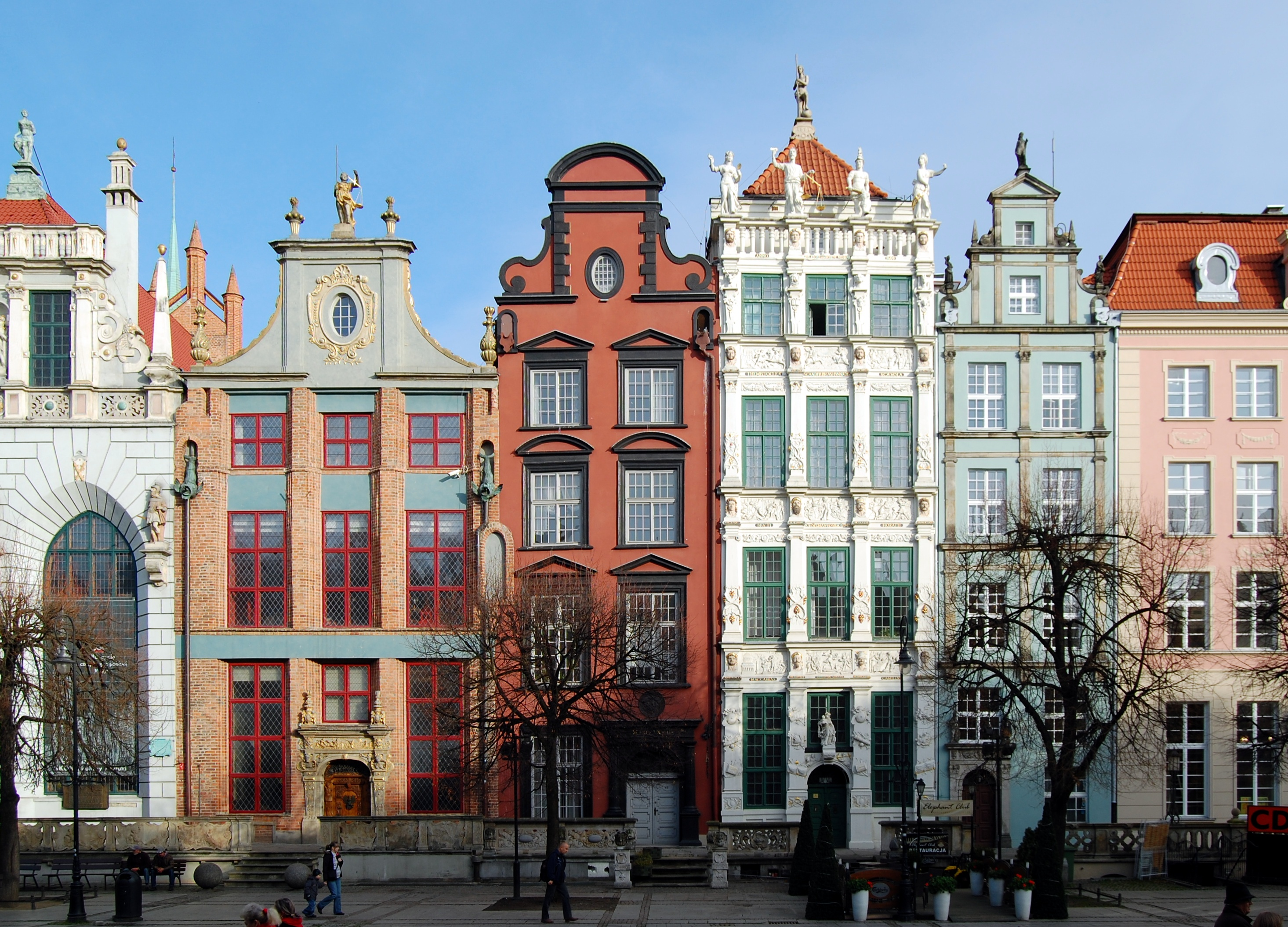
Pierzeja północna Długiego Targu z kamienicami Ławników (pierwsza od lewej) i Złotą (czwarta od lewej)

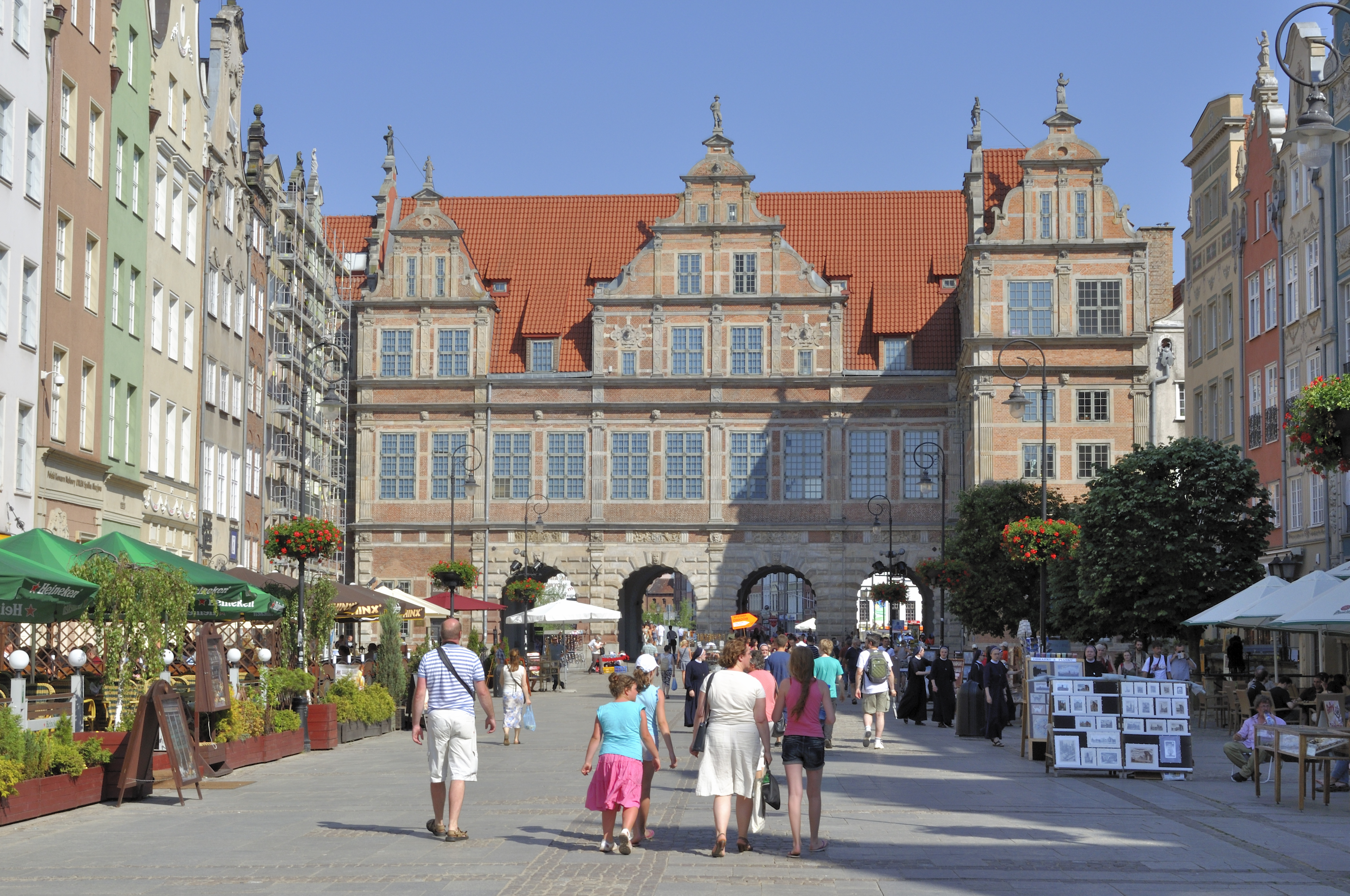
Brama Zielona

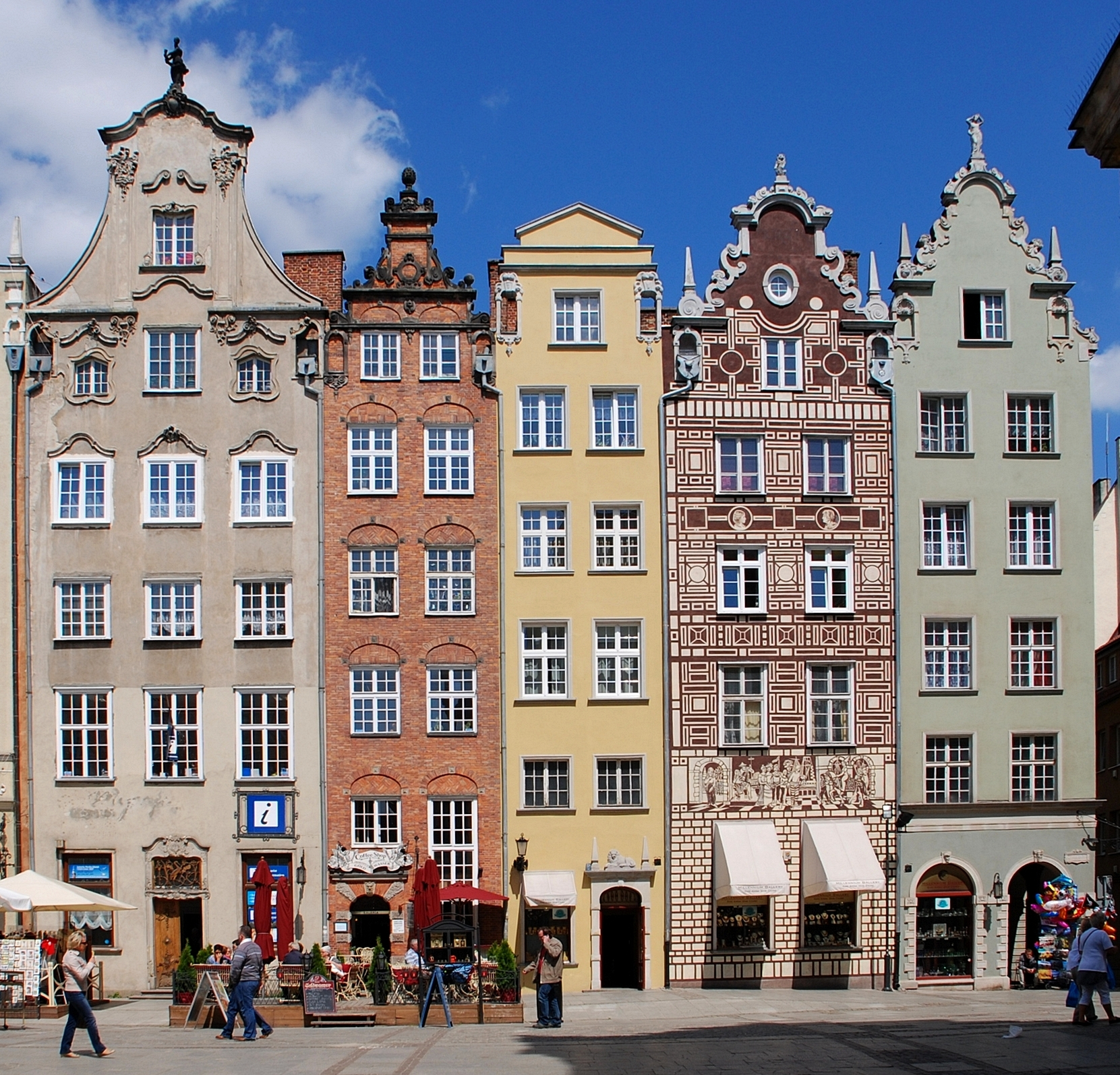
Kamienice przy Długim Targu

Długi Targ (niem. Langemarkt, kaszb. Dłudżi Rénk) – reprezentacyjny plac w Gdańsku, w dzielnicy Śródmieście, w Głównym Mieście. Pełni funkcję rynku, jest przedłużeniem ul. Długiej, z którą tworzy tzw. Drogę Królewską.

## Historia
W XIII wieku wraz z ul. Długą, Długi Targ był traktem kupieckim, którego przedłużeniem był owalny plac targowy. Był to wtedy prawdopodobnie główny ciąg drożny Gdańska.
Po zajęciu Gdańska przez Krzyżaków, trakt ten stał się najważniejszym na całym Głównym Mieście. Od 1331 bywa określany w dokumentach miejskich jako Longa Platea. W średniowieczu cały odcinek od ówczesnej Bramy Długoulicznej (dziś w jej miejscu wznosi się Brama Złota) aż do Bramy Kogi (dzisiejsza Brama Zielona) był uznawany za jedną ulicę.
W 1331 za Bramą Kogi znajdował się solidny most, do którego mogły przybijać duże statki, m.in. kogi, i to właśnie od nich wzięła się ówczesna nazwa pobliskiej bramy. Później wybudowano na jej miejscu znacznie okazalszą bramę, a od zielonkawego koloru detali wzięła się nazwa jej, i mostu.
Od zawsze Długa i Długi Targ były częścią miasta zamieszkiwaną przez najzamożniejszych. Kamienice należały do najzacniejszych patrycjuszy, kupców i ludzi piastujących wysokie urzędy. Z powodu uroczystych parad, przeprowadzanych tą drogą w latach 1457–1552, wzięło się jej określenie jako Drogi Królewskiej. Tu właśnie wynajmowano królom polskim obszerne kwatery, a z okazji świąt rodziny królewskiej wyprawiano huczne fajerwerki. W XIV i XV wieku w każdą sobotę przy Długim Targu handlowano mięsem, a na odcinku między Fontanną Neptuna a ratuszem sprzedawano żywe prosięta, dlatego też tę część Drogi Królewskiej nazywano Targiem Prosiąt.
Po stłumieniu przez króla Zygmunta I Starego gdańskiej rewolty luteran, 13 czerwca 1526 roku zostało tu ściętych 14 przywódców przewrotu z
Jerzym Wendlandem na czele.
Na Długim Targu wykonywano także egzekucje czarownic, heretyków i złoczyńców, będących jednak wyłącznie szlachcicami lub prawowitymi obywatelami. Pozostałych tracono na Górze Szubienicznej bądź w Katowni.
W XIX w. rozebrano przedproża kamienic, zastępując je głównie witrynami sklepów i pracowni. Ostatnie przedproże zniknęło w 1872.
Długi Targ podobnie jak ulica Długa zostały wybrukowane w 1882 kostkami importowanymi ze Skandynawii (wcześniej była pokryta kamieniami polnymi). W okresie późniejszym poprowadzono linię tramwajową. Przed 1945 plac nosił niemieckojęzyczną nazwę Langer Markt.
W wyniku działań wojennych zdecydowana większość zabudowy Długiego Targu została zniszczona. W trakcie odbudowy usunięte zostały szyny, a kostkę zastąpiono szlifowanym granitem.
Wiosną 2019 zaprezentowano koncepcję przebudowy Drogi Królewskiej przewidującą nawierzchnię z granitowej kostki w odcieniach czerwieni w głównym ciągu i jasnoszarymi granitowymi płytami po bokach. Natomiast jesienią 2019 planowana była naprawa bieżąca nawierzchni, mająca na celu przywrócenie jej stanu z lat 1971–1973, czyli czasu przebudowy całego Traktu Królewskiego, w czasie której kostkę brukową zastąpiono płytami granitowymi. Rozpoczęcie przebudowy zostało opóźnione ze względu na sprzeciw wojewódzkiego konserwatora zabytków. Porozumienie w sprawie wyglądu nawierzchni zawarto wiosną 2021, a we wrześniu tego samego roku przystąpiono do prac budowlanych na dwóch środkowych pasach pomiędzy latarniami. Zakończenie prac wartych ponad 3 mln zł nastąpiło w połowie 2022.

## Zabytki
Charakterystyczny układ przestrzenny Długiego Targu, odbiegający od typowego w średniowieczu rozplanowania głównego placu miejskiego jest znany w miastach południowego wybrzeża Bałtyku, lokowanych na prawie lubeckim. Usytuowany jest na osi zachód-wschód, w kierunku pobrzeża Motławy, podobne jak większość ulic Gdańska. Dłuższe pierzeje były zabudowane dwutraktowymi, a następnie trzytraktowymi kamienicami mieszczańskimi z dużymi sieniami. Średniowieczna zabudowa mieszkalna z ozdobnymi elewacjami tworzącymi północną i południową pierzeję placu została całkowicie zastąpiona w XVI-XVIII wieku nowożytną. Od zachodu plac zamknięty jest ratuszem Głównomiejskim i kamienicą Schumannów zaś od wschodu Zieloną Bramą.

### Ratusz Głównego Miasta
Ceglany, gotycko-manierystyczny wznoszony od XIV wieku. Do prostokątnego gotyckiego budynku, nadbudowanego w XV wieku, dobudowano w następnym stuleciu trzy skrzydła oficyn zamykających dziedziniec. Wieżę wieńczy bogato zdobiony manierystyczny hełm z latarniami wykonany przez Dirka Danielsa, zwieńczony w 1561 figurą króla Zygmunta Augusta. Mimo zniszczeń w 1945 ratusz zachował znaczną część wystroju, który tworzą liczne dzieła rzeźby, malarstwa i rzemiosła artystycznego. W sieni m.in. kręcone schody i portal z XVII wieku. W Sali Czerwonej m.in. kominek wykonany przez Wilhelma van der Meer, obrazy alegoryczne pędzla Hansa Vredemana de Vries, 25 obrazów alegoryczno-symbolicznych na stropie; pośrodku Apoteoza Gdańska pędzla Izaaka van den Blocke. W Kamlarii m.in. obraz Grosz Czynszowy, pędzla Antoniego Moellera z 1602. Siedziba Muzeum Historycznego Miasta Gdańska.

### Fontanna Neptuna
Pierwszą fontannę wykonał w latach 1606–1613 Abraham van den Blocke. W 1757-61 gruntownie przebudowana przez Karola Stendera. W 1758 otoczona obecną późnobarokową kratą. Kamienny basen fontanny ma plan czteroliścia, na okrągłej czaszy stoi figura Neptuna przypisywana Piotrowi Husenowi, wyrzeźbiona w latach 1612–1615.

### Dwór Artusa
Znany od I połowy XIV wieku. Obecny, późnogotycki z manierystyczną fasadą południową jest trzecią siedzibą bractw kupieckich znajdującą się na tym miejscu. Zbudowany na planie nieregularnego czworoboku mieści wewnątrz dziewięć przęseł, które są nakryte ozdobnymi sklepieniami gwiaździstymi wspartymi na czterech filarach. Poważnie zniszczony w 1945 zachował cześć pierwotnego wystroju tworzącego dekorację poszczególnych ław bractw mieszczańskich. Są to m.in. rzeźby Święty Jerzy, późnogotycka, dłuta Hansa Brandta, figury św. Rajnolda dłuta Adriaena Karffytza, Kazimierza Jagiellończyka; obrazy Martina Schonincka, Lorenza Lauensteina, wiszące modele okrętów z XVII-XVIII wieku, monumentalny piec kaflowy z 1545. Zniszczone i zaginione dzieła zostały zastąpione współczesnymi rekonstrukcjami.

### Brama Zielona
Wzniesiona na miejscu gotyckiej Bramy Kogi w latach 1564 i 1565-58 w stylu manieryzmu niderlandzkiego. Dzieło Hansa Kramera z Drezna, pełniące niegdyś funkcję rezydencjonalną. Budynek trójkondygnacyjny, o dwóch skrzydłach, z czterema arkadami przejazdowymi. Elewacje zdobią pilastry i płaskorzeźby, natomiast elewacje pomieszczeń poddasza wieńczą ozdobne szczyty. Obecnie oddział Gdańskiego Muzeum Narodowego.

### Kamienice przy Długim Targu
Manierystyczne i barokowe kamienice patrycjuszowskie zostały odbudowane po zniszczeniach wojennych, zachowały część pierwotnej architektury i dekoracji rzeźbiarskiej. Spośród zabudowy wyróżniają się m.in. Złota Kamienica wzniesiona w 1609 przez Abrahama van der Blocke i Jana Voigta dla Jana Speymanna w stylu manieryzmu, zachowała fasadę z dekoracją rzeźbiarską, którą tworzą przedstawienia alegoryczne i symboliczne oraz wizerunki królów;
kamienica nr 20 z 1680 z barokową fasadą przypisywaną Andreasowi Schlüterowi; sąsiadujący z Dworem Artusa Dom Ławników mieszczący wewnątrz oryginalną sień z XVI wieku.
W kamienicach przy Długim Targu nr 1-4 zatrzymywali się polscy królowie. Rezydowali w nich: Zygmunt III Waza, Władysław IV Waza, Jan Kazimierz, Jan III Sobieski, August II i Stanisław Leszczyński. W 2018 kamienice w tej części pierzei (nr 1-10), mieszczące dotąd lokale handlowe, gastronomiczne, biura Urzędu Marszałkowskiego, a przejściowo także siedziby Radia Zet i telewizji Superstacja, zostały sprzedane na cele hotelowe, jednakże finalizacja transakcji nastąpiła dopiero po 2 latach.
Przy Długim Targu 19 zwraca uwagę fasada odbudowanego Hotelu Radisson Blu.

## Galeria

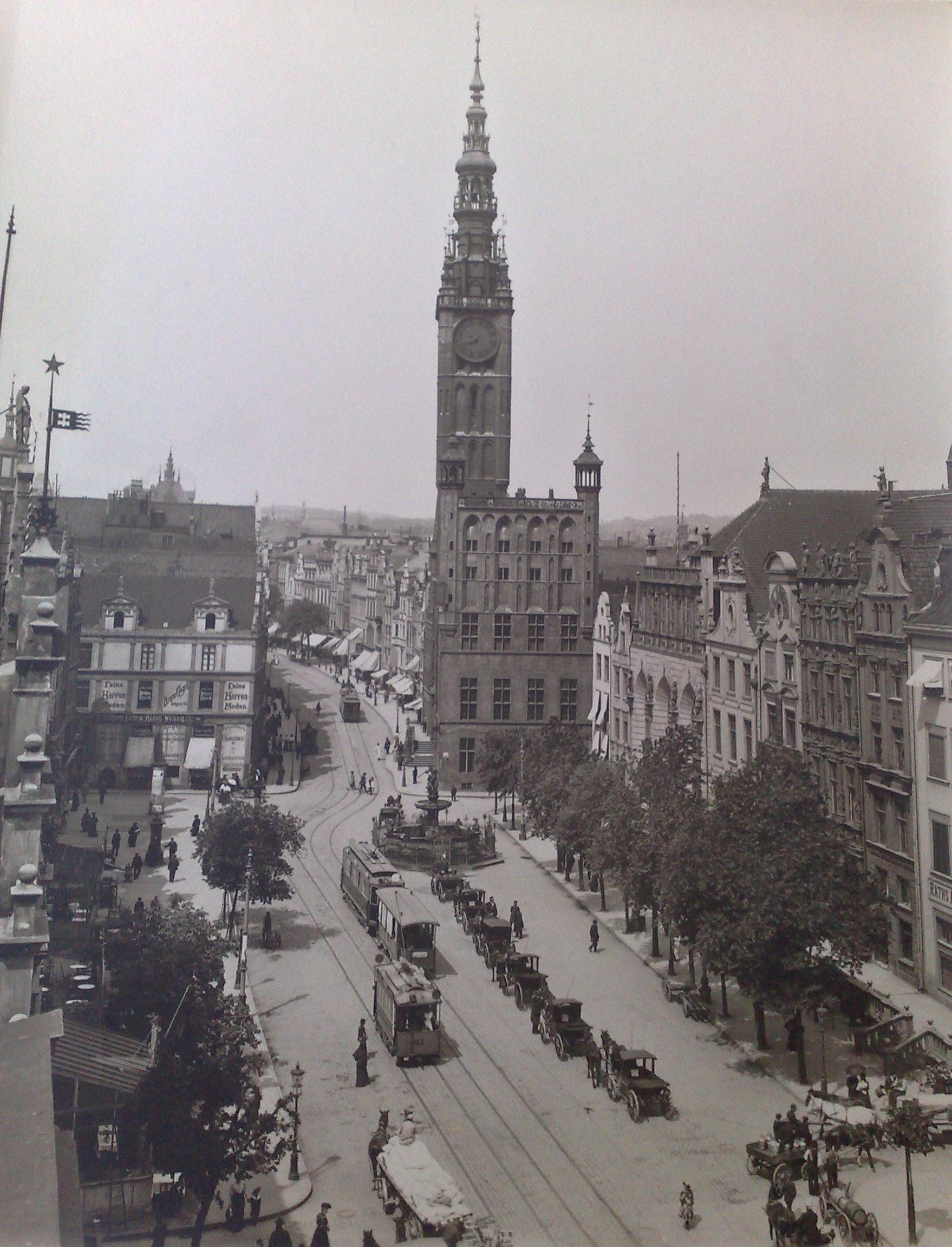
Długi Targ w 1906 roku.
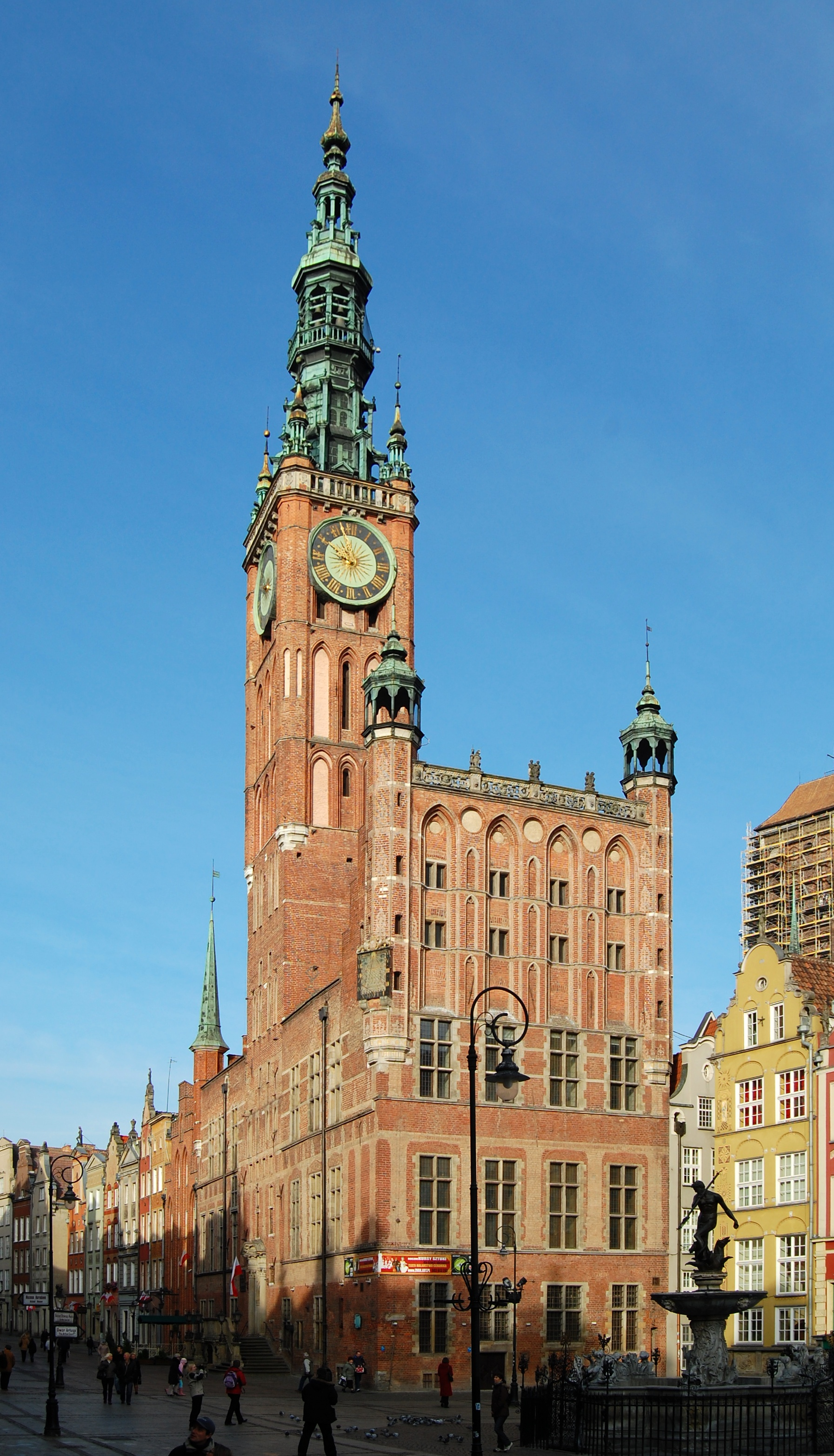
Ratusz Głównego Miasta.
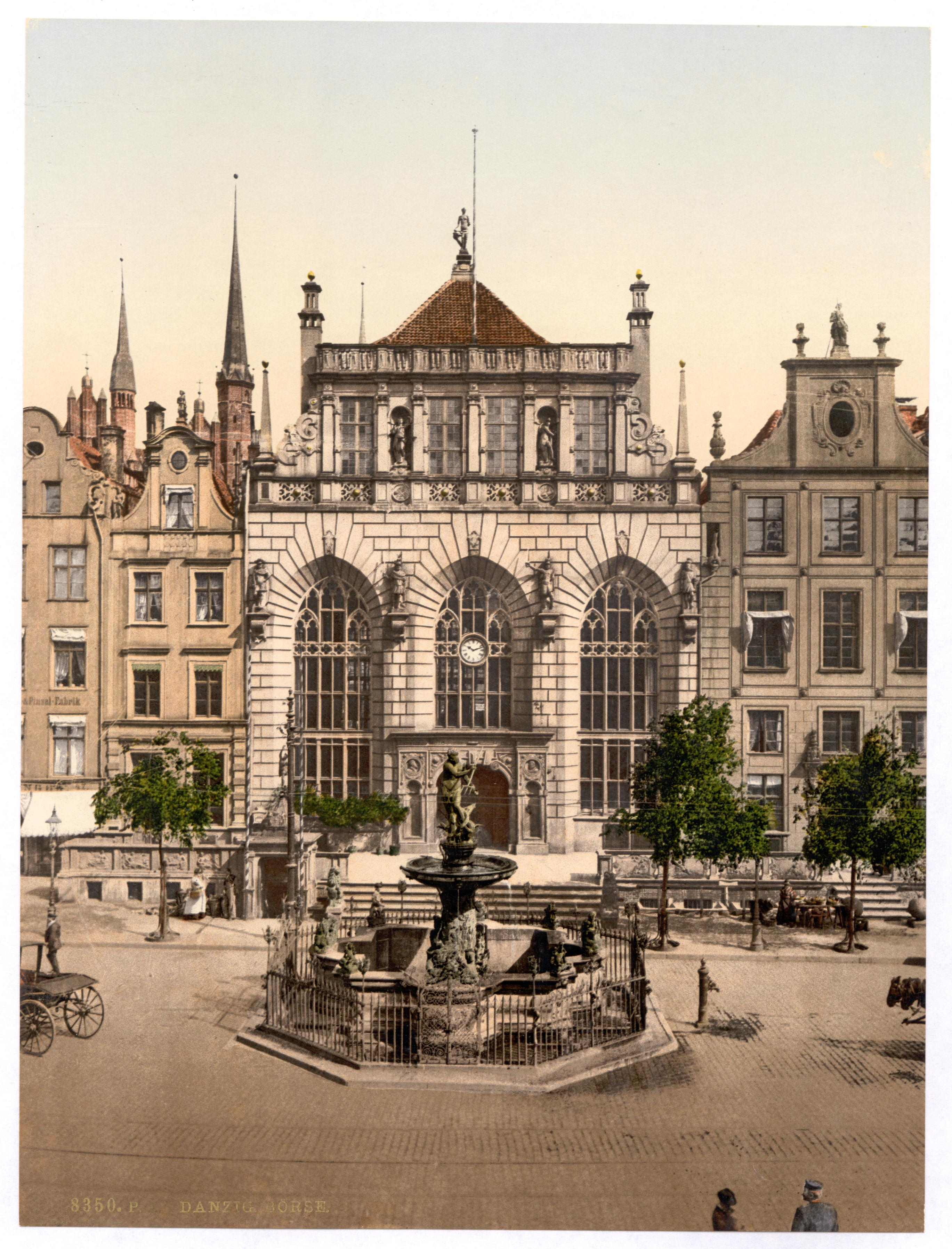
Dwór Artusa i Fontanna Neptuna. Fotografia z 1890 roku.
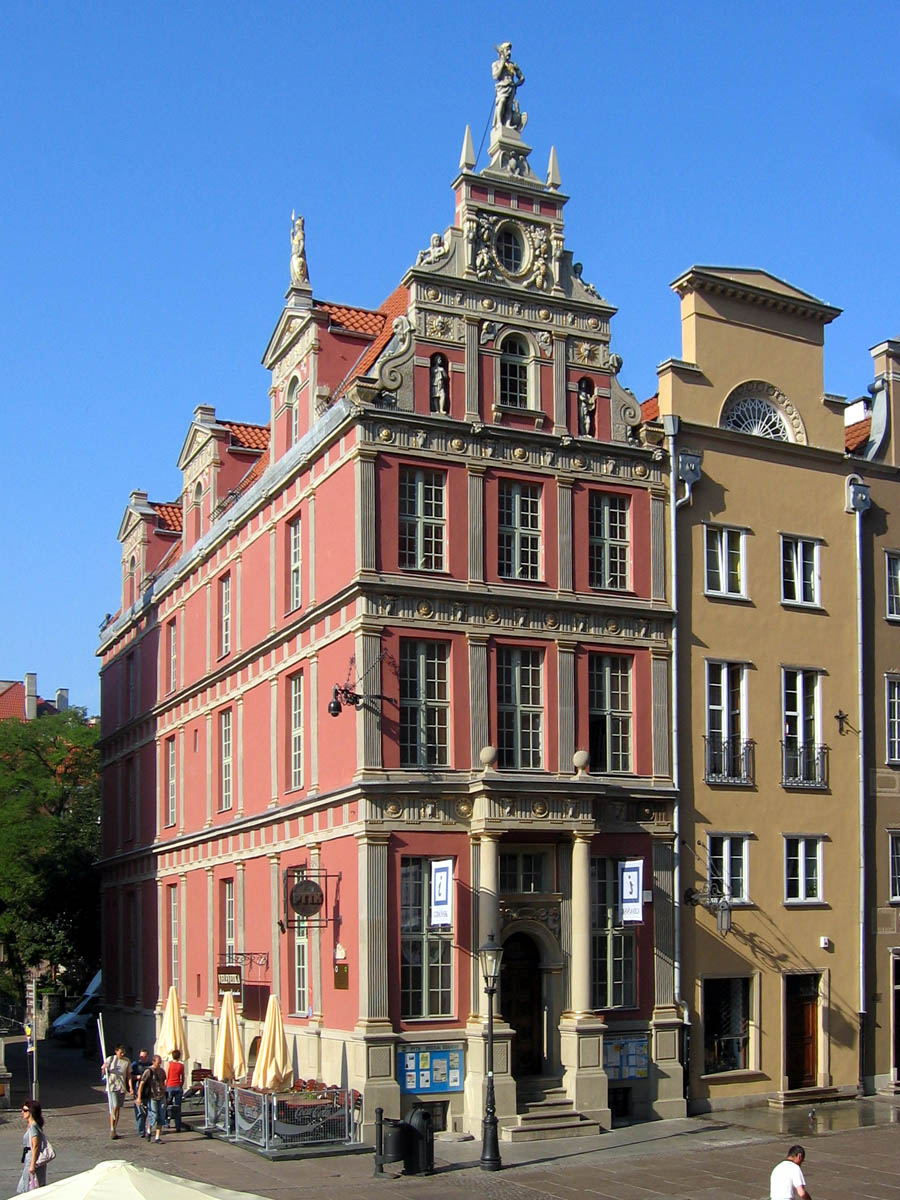
Dom Schumannów
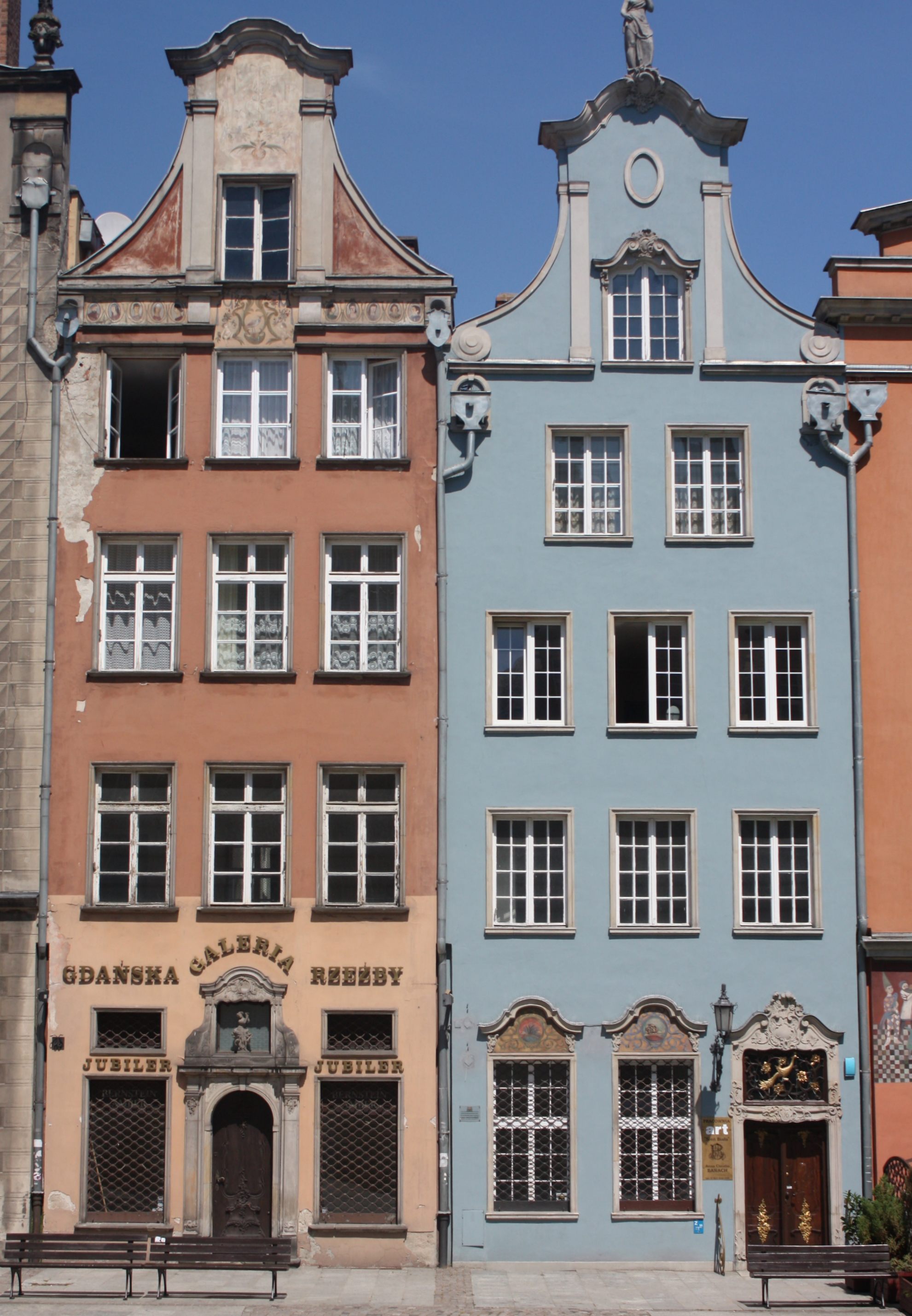
Kamienice nr 37 i 36
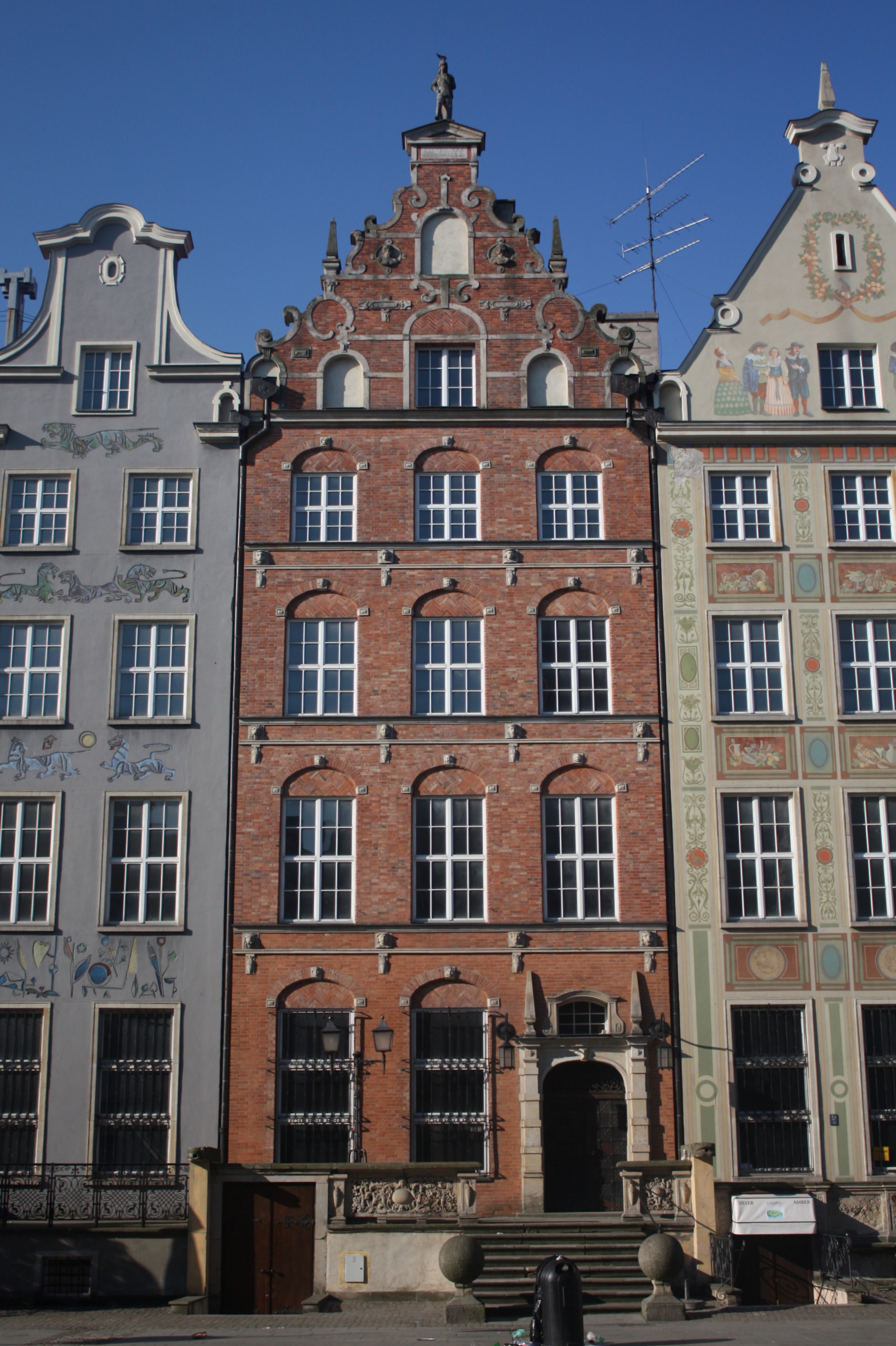
Kamienica nr 16
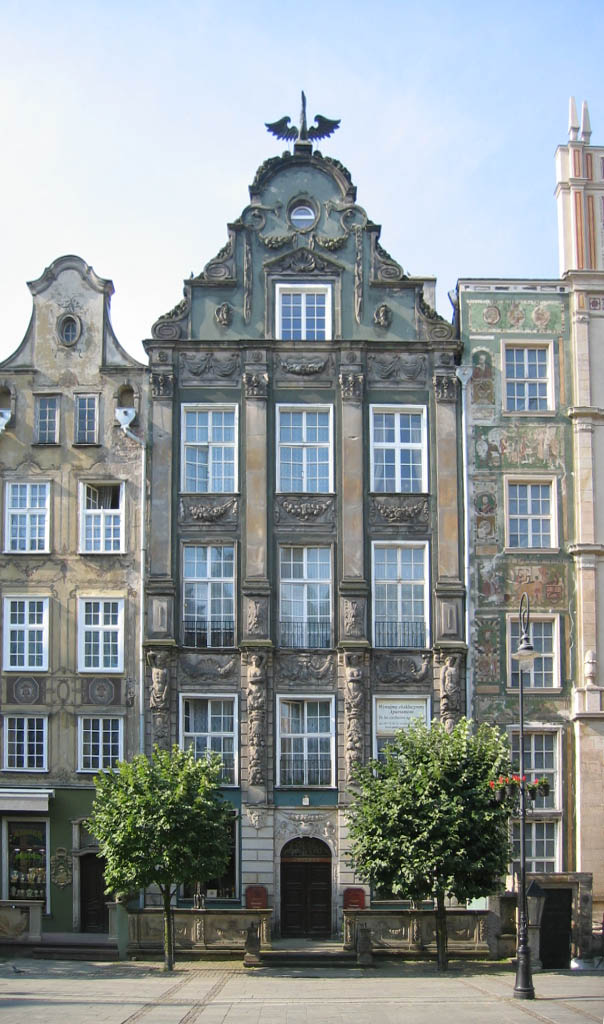
Dom przy Długim Targu 20
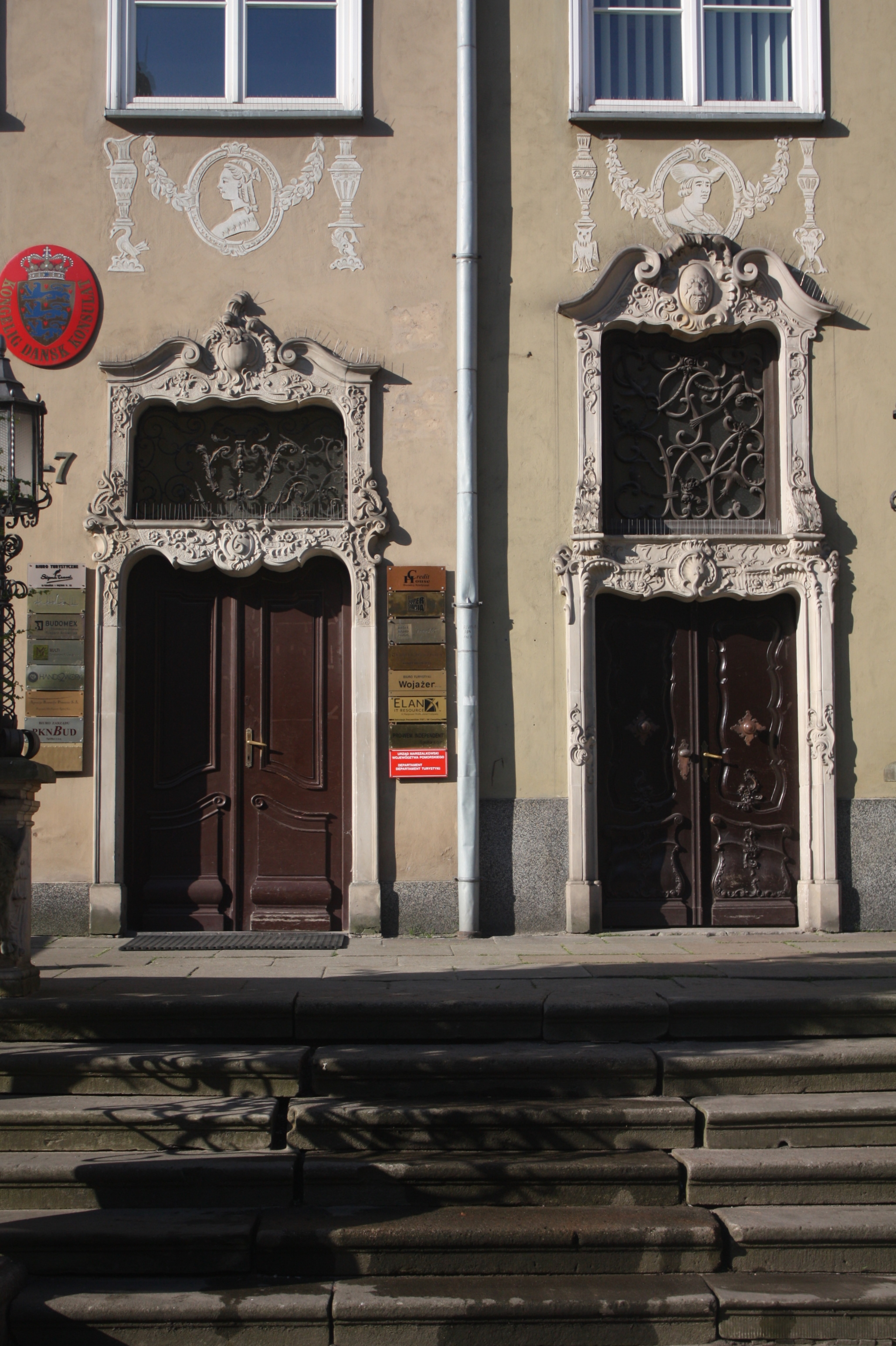
Portale kamienicy 1/7